# Акова (барония)

Акова на карте Пелопоннеса

Барония Акова (Baronnie d'Akova) — сеньория в составе Ахейского княжества. Располагалась в горной части полуострова Пелопоннес, с центром в одноименной крепости (другое название - Матагрифон (Matagrifon)).
Основана крестоносцами около 1209 года и была одной из 12 первоначальных бароний Ахайи. Включала 24 рыцарских фьефа.
Первый барон, о котором имеются документальные сведения — Готье де Розьер (Rosières), впервые упоминаемый в 1228/30 г. и умерший бездетным около 1273 г.
Поскольку период с 1209 по 1273 год слишком протяжённый для правления одного человека, Карл Хоф (Karl Hopf) предположил, что существовало два барона с таким именем — отец и сын. Однако Антуан Бон (Antoine Bon) указал, что с 1209 по 1228 год правителем сеньории мог быть человек с другим именем.
Наследницей Готье де Розьера, умершего ок. 1273 года, должна была стать его племянница Маргарита де Пассаван, дочь (единственный ребёнок) Жана де Нюлли, барона де Пассавана, которая с 1262 года находилась в Константинополе в качестве заложницы. После возвращения на Пелопонес она предъявила свои права на Акову (барония Пассаван к тому времени была завоёвана Византией). Однако по ахейским законам срок обращения за наследством не должен превышать двух лет (плюс ещё два дня), и этот срок уже прошёл. Поэтому князь Гильом II де Виллардуэн объявил Акову конфискованной. Парламент княжества подтвердил законность такого решения. Однако вскоре после этого князь уступил Маргарите де Пасаван и её мужу Жану де Сент-Омеру треть баронии — 8 рыцарских фьефов. Оставшуюся часть, включая замок Акова, Гильом II де Виллардуэн передал в качестве приданого своей младшей дочери Маргарите.
Маргарита де Виллардуэн в 1314 году выдала свою единственную дочь Изабеллу де Сабран замуж за Фердинанда Майоркского и передала им все свои владения и титулы. Фердинанд вторгся в Ахейю, пытаясь захватить княжество у Людовика Бургундского, но погиб в битве при Маноладе (Battle of Manolada) в июле 1316 года. Акова была конфискована и включена в княжеский домен.
В 1320 году Акову и Каритену завоевали византийцы под предводительством Андроника Асеня.